# Václav Skalák
Doc. MUDr. Václav Skalák (9. srpna 1894 Sofie – 29. dubna 1942 Koncentrační tábor Mauthausen) byl český lékař a odbojář z období druhé světové války.

## Život
Václav Skalák se narodil 9. srpna 1894 v bulharské Sofii. Vystudoval Lékařskou fakultu Univerzity Karlovy u profesora Ladislava Syllaby, poté pokračoval ve studiu tuberkulózní terapie ve Švýcarsku a ve Francii. Působil jako ředitel prosečnického sanatoria, od roku 1926 pak v Přerově. Publikoval odborné práce, byl členem přerovského Sokola.

## Protinacistický odboj
Po německé okupaci v březnu 1939 začal prostřednictvím svého přítele MUDr. Jana Vignatiho spolupracovat s Obranou národa v rámci tzv. Moravské pětky. Na své chatě ve Vičanově v Hostýnských vrších ukrýval skladatele Jaroslava Kvapila, uprchlé anglické letce a velitele sovětského výsadku Bohuslava Němce. Za zmíněnou činnost a za styk s dalšími odbojáři byl 3. prosince 1941 zatčen gestapem, dne 3. února 1942 převezen do koncentračního tábora Mauthausen, kde 29. dubna téhož roku zemřel.

## Posmrtná ocenění
- Václav Skalák byl in memoriam jmenován Lékařskou fakultou Masarykovy univerzity docentem fthiseologie
- Dne 5. října 1947 byla Václavu Skalákovi pamětní deska v přerovské Riegrově ulici č. p. 11